# Noyal-sur-Vilaine
Noyal-sur-Vilaine (en bretó Noal-ar-Gwilen) és un municipi francès, situat a la regió de Bretanya, al departament d'Ille i Vilaine. L'any 2009 tenia 6.102 habitants. Limita al nord amb Acigné, al nord-est amb Brécé i Servon-sur-Vilaine, a l'oest amb Cesson-Sévigné, a l'est amb Domagné, al sud-oest amb Domloup, al sud amb Châteaugiron i al sud-est amb Ossé,

## Demografia
| 1962                                       | 1968  | 1975  | 1982  | 1990  | 1999  |
| ------------------------------------------ | ----- | ----- | ----- | ----- | ----- |
| 1.924                                      | 2.517 | 2.952 | 3.833 | 4.089 | 4.689 |
| Des de 1962: població sense dobles comptes |       |       |       |       |       |

## Administració
| Període   | Identitat          | Partit        |
| --------- | ------------------ | ------------- |
| -1995     | Michel Loisel      | Divers droite |
| 1995-2008 | Françoise Clanchin | Divers droite |
| 2008-     | Jacques Audrain    | Divers droite |

## Galeria d'imatges

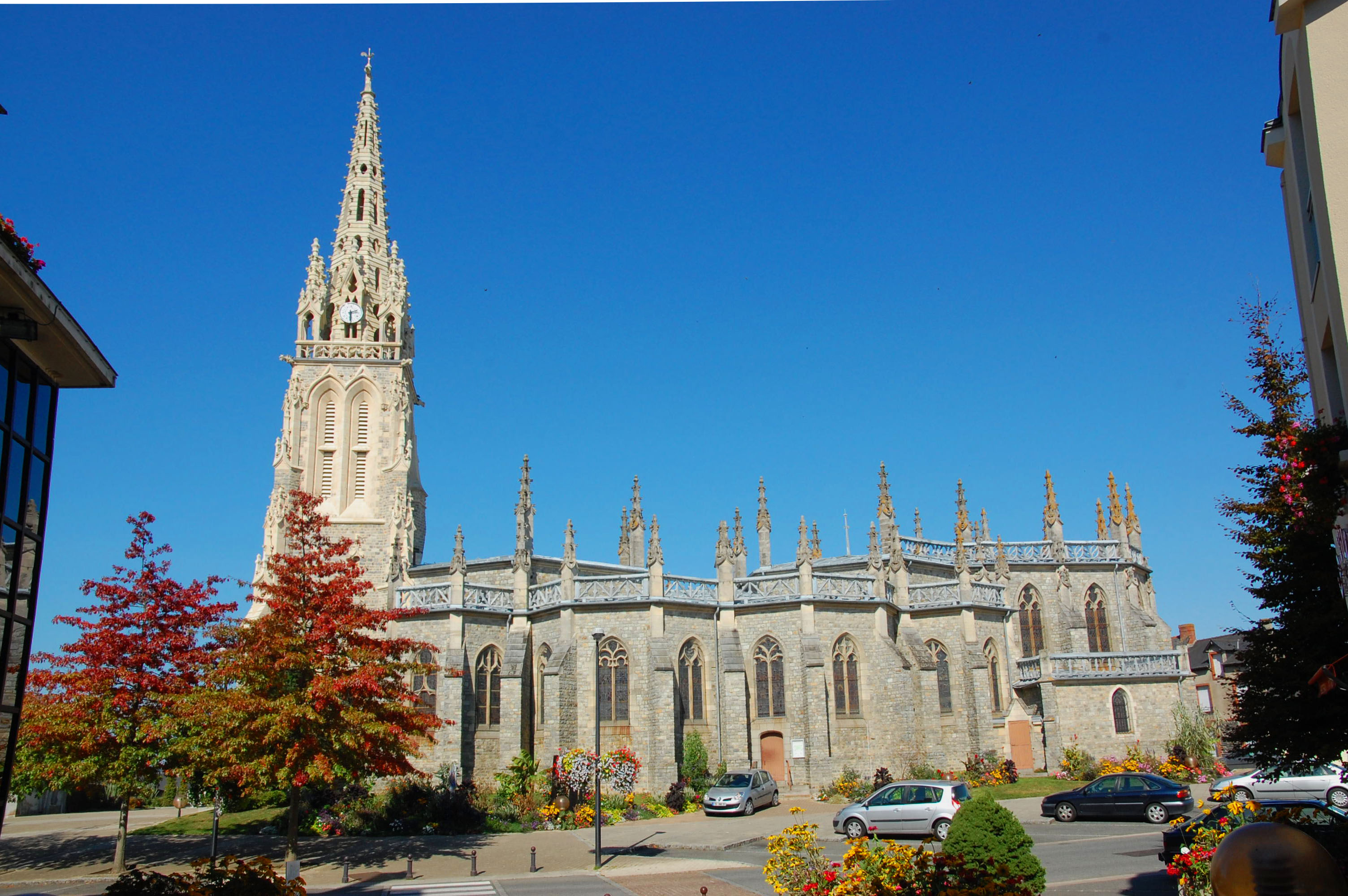
Església de St Pierre
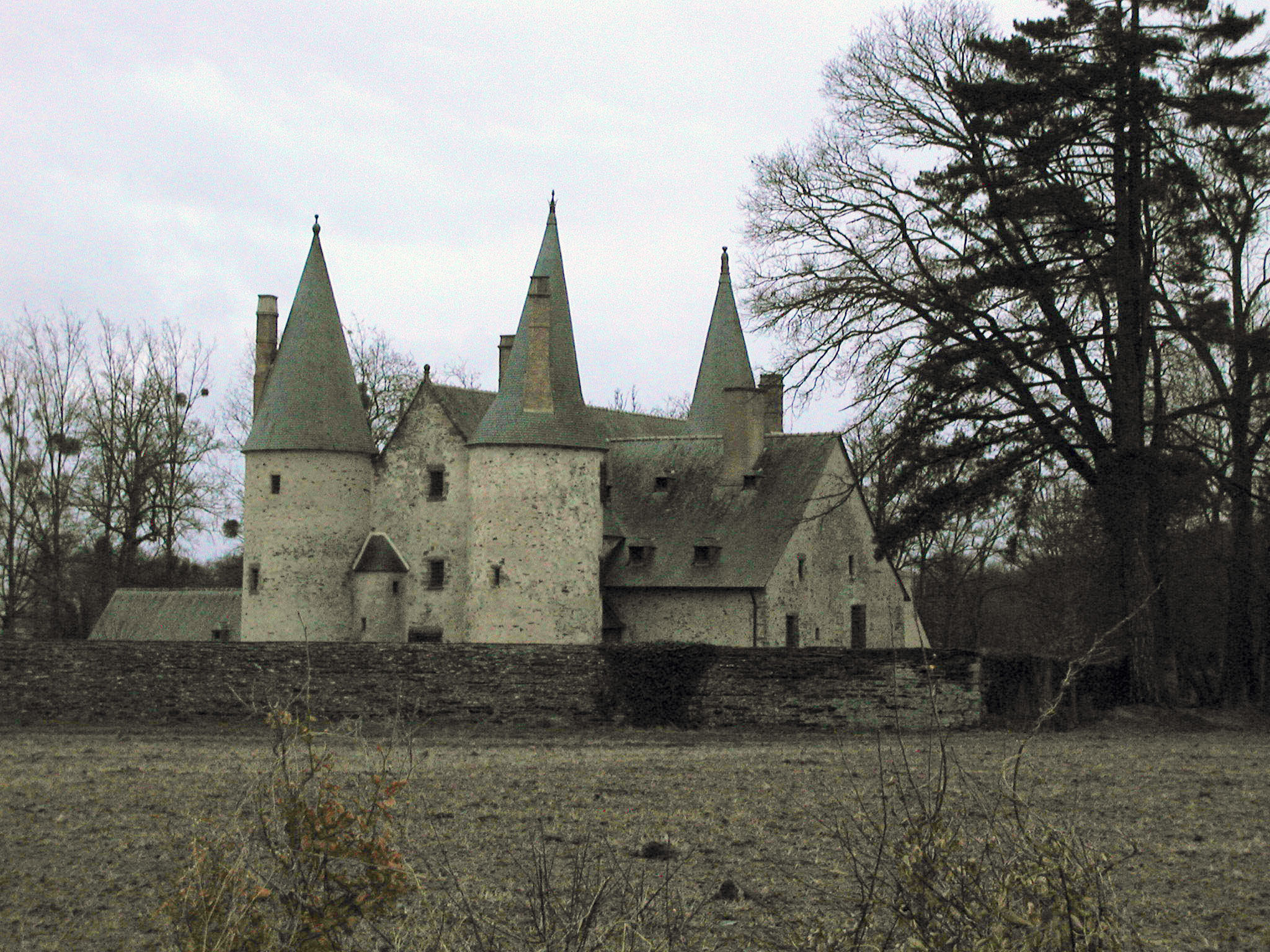
Castell de Bois Orcan
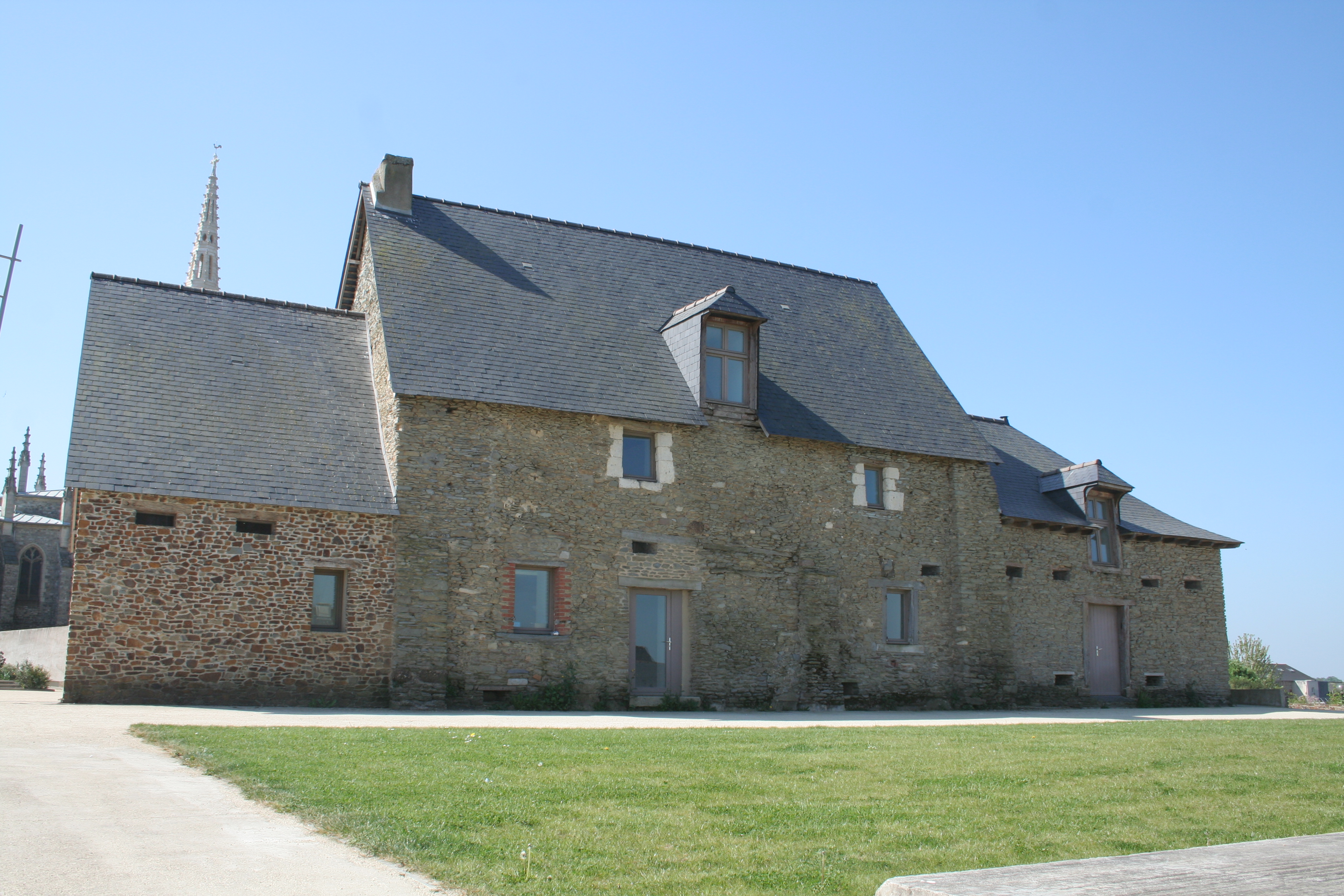
Mas de la Motte